# Erythroxylum kochummenii
Erythroxylum kochummenii là một loài thực vật thuộc họ Erythroxylaceae. Đây là loài đặc hữu của Malaysia. Chúng hiện đang bị đe dọa vì mất môi trường sống.